# Christine Adamo
Pour les articles homonymes, voir Adamo.
Christine Adamo, née le 4 mai 1965 dans les Ardennes en France, est une romancière française issue du monde scientifique ; trois de ses romans policiers ont un fond scientifique marqué.

## Biographie
Chercheuse spécialisée dans la gestion de l'information environnementale, elle participe à l’élaboration, entre 1997 et 2000, d’un parc naturel pour le cœlacanthe, aux Comores.
Elle se lance dans l'écriture en 2005.

## Œuvre

### Romans policiers

#### Requiem pour un poisson(2005)

##### Résumé
Il met en scène une jeune parisienne, Marie, qui se retrouve plongée dans la dangereuse histoire de la découverte d'un poisson fossile à l'origine de l'espèce humaine, le cœlacanthe. Le cœlacanthe est un poisson très étrange. D'un côté, cette espèce extrêmement ancienne est peut-être le chaînon manquant entre la terre et la mer. De l'autre, tous les scientifiques pensaient qu'il avait disparu bien avant l'extinction des dinosaures. Et puis, un jour de 1938, un pêcheur sud-africain attrape un spécimen dans l'un de ses filets. Mais est-ce réellement le fameux cœlacanthe? Le monde de la science se passionne soudain pour l'animal. Qui sera le premier à retracer les origines de l'humanité? Vols, mensonges, tricheries... meurtres? Et pourquoi Marie, jeune parisienne qui ne songe qu'à attendre tranquillement la naissance de son enfant, se retrouve-t-elle soudain impliquée dans cette histoire?
De l'Afrique aux Comores ou à la Sulawesi, de Londres à Paris, le monde de l'ichtyologie ressemble soudain à un angoissant thriller.

##### Éditions
- 2005 : France, Liana Levi,  (ISBN 2-86746-378-5)
- 2006 : France, Folio policier (Gallimard),  (ISBN 2-07-033658-1)
- 2006 : Pays-Bas, Requiem vor een vis, De Geus,  (ISBN 90-445-0705-2)
- 2007 : Italie Requiem per il Celacanto, Effemme Edizioni,  (ISBN 978-88-87321-28-9)
- 2009 : Chine, Alpha Book

##### Prix
En 2005, Requiem pour un poisson a été sélectionné dans le cadre de différents prix, notamment le Prix du polar européen et le Prix SNCF du polar.

#### Noir austral(2006)

##### Résumé
Il raconte de façon croisée deux périples qui se rejoignent : l'odyssée d'une tribu d'Aborigènes d'Australie depuis leur traversée du détroit de Sunda, il y a 70 000 ans, jusqu'à nos jours, et l'histoire d'une jeune australienne, Liz, qui part en France à la recherche de ses origines. Le livre commence avec le long voyage d'une tribu d'Aborigènes australiens qui, 70 000 ans avant notre ère, traverse le détroit de Sunda vers ce qui deviendra l'Australie. Le périple est chaotique, chargé de cadavres et de conflits. Contre les autres espèces mais aussi, au fil des siècles, contre l'évolution climatique... puis contre de nouveaux arrivants, occidentaux ceux-là, les Ventres-de-Poissons, les Blancs.
À cette première intrigue se mêle une seconde, contemporaine cette fois, celle de Liz, une jeune australienne qui part en France à la recherche de ses origines. Mais derrière une apparence de carte postale, le charmant village provençal dans lequel sa mère semble avoir vécu est loin d'être ce qu'il paraît. Et lorsqu'on tente de la noyer dans la mare attenante à sa maison, puis lorsqu'elle trouve un cadavre dans cette même mare, Liz commence à se poser des questions. L'a-t-on suivie depuis Sydney? Et ce passé si lointain et si présent à la fois va-t-il encore longtemps la hanter ?

##### Éditions
- 2006 : France, Liana Levi,  (ISBN 2-86746-414-5)
- 2008 : France, Folio policier (Gallimard),  (ISBN 978-2-07-034157-3)
- 2007 : Nel Cuore d'Australia, Italie, Reportage 2000 (Touring Editore),  (ISBN 9788836543786)
- 2009 : Australisch Zwart, Pays-Bas, De Geus,  (ISBN 978-90-445-1032-4)

##### Prix
En 2006, Noir austral a été sélectionné dans le cadre de différents prix, notamment le Prix Michel-Lebrun.

#### Web mortem(2009)
- Web mortem : roman, Paris, Albin Michel, 2009, 328 p. (ISBN 978-2-226-19095-6) précipite Hammond Mac Leod, jeune et distingué universitaire de St Andrews, en Écosse, dans un meurtrier jeu en ligne étrangement lié aux langues disparues de l'ancienne Mésopotamie[3].

#### L'équation du chat(2015)
- L'équation du chat, Paris, Liana Levi, 2015, 374 p. (ISBN 978-2-86746-791-2) enferme Hammond Mac Leod, le jeune universitaire de Web Mortem, au cœur de l'hiver de Cambridge, face à des partenaires qui veulent lui imposer une spécialiste de la physique quantique et ce, pendant qu'un cadavre sombre au fond de la rivière... et que les chats de la bibliothécaire disparaissent les uns après les autres[4].

##### Éditions
- 2015 : France, Liana Levi,  (ISBN 978-2867467912)
- 2017 : France, format poche, Points,  (ISBN 9782757861134)